# Plumatella crassipes
Plumatella crassipes is een mosdiertjessoort uit de familie van de Plumatellidae. De wetenschappelijke naam van de soort is voor het eerst geldig gepubliceerd in 1974 door Wiebach.